# Балтийский центр современного искусства
Балтийский центр современного искусства (англ. Baltic Centre for Contemporary Art, также известный как Baltic или BALTIC) — художественный центр (музей) современного искусства, расположенный Гейтсхеде, графство Тайн-энд-Уир, Англия.
В соответствии с английским законодательством центр является зарегистрированной благотворительной организацией. Его директором с 2015 года работает Сара Манро (Sarah Munro), первая женщина в английской истории, занявшая такую должность.

## История и деятельность
Художественный центр открылся в 2002 году в переоборудованном здании бывшего мукомольного предприятия. Он не имеет постоянной коллекции, его миссия — проведение выставок и других художественных мероприятий.

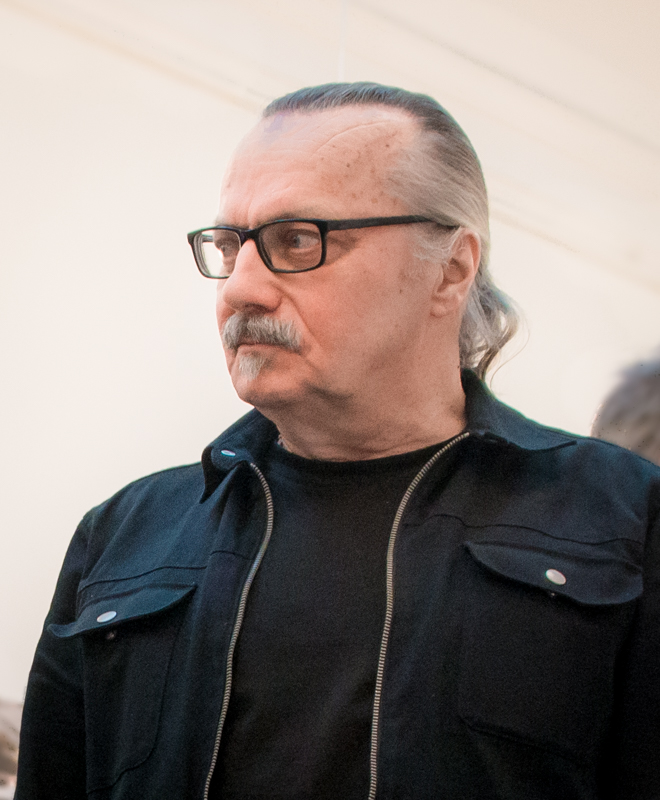
Суне Нордгрен, 2018 год

Его основателем и первым директором в 1997 году стал Суне Нордгрен — шведский искусствовед и музейный деятель. Он руководил строительством центра и возглавлял его до 2002 года. В 2003 году он был назначен главой Национального музея искусства, архитектуры и дизайна в Осло. Его сменил Стивен Снодди, который руководил центром в течение года. В 2005 году ему на смену пришел Питер Дорошенко. В ноябре 2007 года Дорошенко возглавил киевский центр современного искусства PinchukArtCentre, и с 2008 года директором Балтийского центра был Годфри Уорсдейл (Godfrey Worsdale) — директор-основатель Института современного искусства в Мидлсбро. В 2015 году ему на смену пришла Сара Манро, которая возглавляет центр современного искусства в настоящее время.
В 2011 году Центр современного искусства BALTIC стал местом проведения Премии Тёрнера, это был первый случай, когда мероприятие проводилось за пределами Лондона или Ливерпуля; с тех пор она проводится каждый раз в новом городе Соединённого Королевства. Это торжественное мероприятие привлекло более 149 000 посетителей, больше, чем на любой предыдущей премии.

## Здание центра

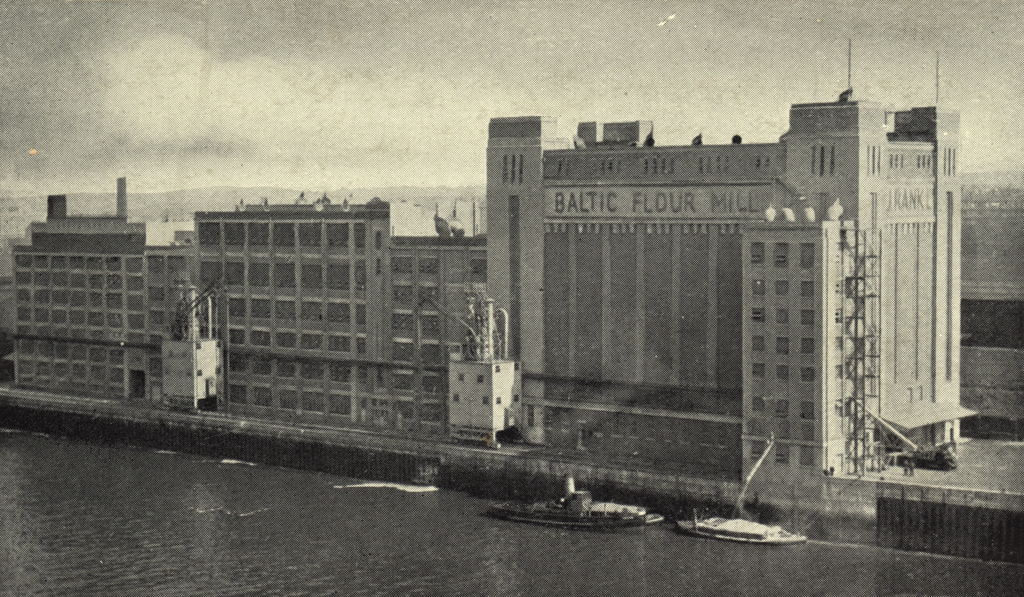
Baltic Flour Mill в 1950 году

Балтийское мукомольное предприятие (включая мельницу) Baltic Flour Mill было построено в конце 1930-х годов пищевым предприятием Rank Hovis McDougall по проекту архитектурной компании  Gelder and Kitchen и было полностью укомплектовано в 1950 году. В 1957 году предприятие было расширено за счет добавления комбикормового завода. Было закрыто в 1981 году. Это была одна из нескольких мельниц, расположенных вдоль берегов реки Тайн, все они из-за своего размера были достопримечательностями города. Мельница Spillers была снесена в 2011 году; на месте еще одной мельницы, принадлежащей компании CWS, был создан жилой микрорайон.
Здание Baltic Flour Mill было решено преобразовать в культурный центр. Конкурс на его реконструкцию, проведённый RIBA Competitions в середине 1990-х годов, выиграл Доминик Уильямс (Dominic Williams) из компании Ellis Williams Architects. Более десяти ушло на реконструкцию и обустройство бывшей мельницы, на что было потрачено 50 млн фунтов стерлингов. Балтийский центр современного искусства был открыт для публики в полночь субботы 13 июля 2002 года. На его премьерной выставке, которая привлекла более 35000 посетителей в течение первой недели, была организована экспозиция B.OPEN, где были представлены работы Криса Бурдена, Карстена Хеллера, Джулиана Опи, Жауме Пленса, а также Джейн и Луизы Уилсон.